# Flash – A Villám (film)
A Flash – A Villám (eredeti cím: The Flash) 2023-ban bemutatott amerikai szuperhősfilm, amelyet a DC Comics azonos nevű karaktere alapján Andy Muschietti rendezett. A DC Studios, Double Dream és a Disco Factory által gyártott, valamint a Warner Bros. Pictures által forgalmazott film a DC-moziverzum (DCEU) 13. filmje. A főbb szerepekben Ezra Miller mint Barry Allen / A Villám, Sasha Calle, Michael Shannon, Ron Livingston, Maribel Verdú, Kiersey Clemons, Antje Traue és Michael Keaton látható.
A történet szerint Barry visszautazik az időben, hogy megakadályozza édesanyja meggyilkolását, ami nem kívánt következményekkel jár.
Az Amerikai Egyesült Államok 2023. június 16-án mutatták be a mozikban, míg Magyarországon egy nappal előbb, 2023. június 15-én az InterCom Zrt. forgalmazásában.

## Leírás
Barry Allen / A Villlám visszautazik az időben, hogy megakadályozza az anyja meggyilkolását, ezzel azonban egy alternatív idősíkot hoz létre. Barry ebben a 2013-as idősíkban – ami Az acélember alternatív cselekményévé válik – saját maga egyik változatának, az itteni, Michael Keaton alakította Bruce Wayne-nek / Batmannek, és egy alternatív metahumánnak, Supergirlnek kéri a segítségét, hogy visszaszerezzék az univerzum rendjét Zod tábornoktól, és hogy visszajusson a saját idősíkjába.

## Szereplők
| Szereplő                       | Színész                                  | Magyar hang                                          | Leírás |
| ------------------------------ | ---------------------------------------- | ---------------------------------------------------- | --- |
| Barry Allen / Flash            | Ezra Miller (felnőtt), Ian Loh (gyermek) | Jéger Zsombor (felnőtt), Peregovits Dániel (gyermek) | Rendőrségi, törvényszéki nyomozó Central Cityben. Emberfeletti sebességgel képes mozogni, a sebességi erőnek köszönhetően.                             |
| 2013-as Barry                  | Ezra Miller (felnőtt), Ian Loh (gyermek) | Jéger Zsombor (felnőtt), Peregovits Dániel (gyermek) | Barry alternatív változata. |
| Dark Flash                     | Ezra Miller (felnőtt), Ian Loh (gyermek) | Jéger Zsombor (felnőtt), Peregovits Dániel (gyermek) | A 2013-as Barry jövőbeli, gonosz változata. |
| Kara Zor-El / Supergirl        | Sasha Calle                              | Nagy Katica                                          | Kripton egyik utolsó túlélője. Emberfeletti erővel bír. Hasonló jelmezzel rendelkezik, mint Superman.                                                  |
| Kara Zor-El / Supergirl        | Helen Slater                             | Nem beszél                                           | Kara egy alternatív valóságból. |
| Zod tábornok                   | Michael Shannon                          | Király Attila                                        | Egy kriptoni tábornok, aki ugyanolyan képességekkel rendelkezik, mint Superman. Korábban Superman végzett vele.                                        |
| Henry Allen                    | Ron Livingston                           | Miller Zoltán                                        | Barry apja, akit jogtalanul ítéltek el, Nora Allen meggyilkolásának ügyében.                                                                           |
| Nora Allen                     | Maribel Verdú                            | Kis-Kovács Luca                                      | Barry édesanyja, akit Barry gyermekkorában meggyilkoltak.                                                                                              |
| Iris West                      | Kiersey Clemons                          | Csifó Dorina                                         | A Picture News újságírója, Barry szerelme. |
| Faora-UI                       | Antje Traue                              | Nem beszél                                           | Zod másodparancsnoka, akit a Fantomzónába küldtek. |
| Bruce Wayne / Batman           | Ben Affleck                              | Széles Tamás                                         | Barry univerzumának eredeti Batmanje. Milliárdos Gotham Cityben, aki esténként denevérruhában üldözi a rossz embereket. Az Igazság Ligájának vezetője. |
| Bruce Wayne / Batman           | Michael Keaton                           | Hirtling István                                      | Bruce egy alternatív valóságból. |
| Bruce Wayne / Batman           | George Clooney                           | Szabó Sípos Barnabás                                 | Bruce egy alternatív valóságból. |
| Bruce Wayne / Batman           | Adam West                                | Nem beszél                                           | Bruce egy alternatív valóságból. |
| Alfred Pennyworth              | Jeremy Irons                             | Hirtling István                                      | Bruce hűséges komornyikja és inasa. |
| Thomas Curry                   | Temuera Morrison                         | Törköly Levente                                      | Aquaman szárazföldi apja, aki világítótoronyőr. |
| Diana Prince / Wonder Woman    | Gal Gadot                                | Horváth Lili                                         | 5000 éves, emberfeletti képességekkel rendelkező amazon hercegnő, Hippolüté lánya.                                                                     |
| Arthur Curry / Aquaman         | Jason Momoa                              | Varga Rókus                                          | Atlanna atlantiszi királynő és Thomas Curry fia, aki jelenleg Atlantisz királya.                                                                       |
| Patty Spivot                   | Saorise-Monica Jackson                   | Urbán-Szabó Fanni                                    | Barry munkatársai. |
| Albert Desmond                 | Ruby Mancuso                             | Katona Péter Dániel                                  | Barry munkatársai. |
| David Singh                    | Sanjeev Bhaskar                          | Barát Attila                                         | Barry főnöke. |
| Alberto Falcone                | Luke Brandon Field                       | Jaskó Bálint                                         | Egy terrorista banda vezetője, aki kirabolja a bankot.                                                                                                 |
| Kal-El / Clark Kent / Superman | Nicolas Cage                             | Nem beszél                                           | Superman egy alternatív valóságból; utalás Nicolas Cage soha el nem készült Superman filmjére.                                                         |
| Kal-El / Clark Kent / Superman | Christopher Reeve                        | Nem beszél                                           | Superman egy alternatív valóságból. |
| Kal-El / Clark Kent / Superman | George Reeves                            | Nem beszél                                           | Superman egy alternatív valóságból. |
| Joker                          | Cesar Romero                             | Nem beszél                                           | Joker egy alternatív valóságból. |
| Joker                          | Jack Nicholson                           | Nem beszél                                           | Joker egy alternatív valóságból. |

### Magyar változat
- Magyar szöveg: Tóth Tamás
- Felvevő hangmérnök: Pataki Tamás
- Vágó: Simkóné Varga Erzsébet
- Gyártásvezető: Hódos Edina
- Szinkronrendező: Nikodém Zsigmond
- Produkciós vezető: Hagen Péter

A szinkront a Mafilm Audio Kft. készítette el.

## A film készítése
A Flash film előkészítésének kezdete 1980-as években kezdődött. 2014-ig, több író és rendező is csatlakozott vagy szállt ki a projektből. A filmet ezután a DCEU filmjeként kezdték tovább fejleszteni. Miller pedig megkapta a főszerepet. Az elkövetkezendő években olyan rendezők csatlakoztak a projekthez, mint Seth Grahame-Smith, Rick Fayumiwa, valamint John Francis Daley, és Jonathan Goldstein is csatlakozott valamikor a filmhez, bár ők később kreatív nézeteltérések miatt kiléptek a filmből. Mushietti és Hodson 2019 júliusában csatlakoztak a projekthez. Az előgyártás 2020 januárjában kezdődött. A film a 2011-es Villám-parodoxon (Flashpoint Paradox) című képregényeket veszi alapul, amiből 2013-ban már készült egy hű animációs adaptáció. Ezután nem sokkal lett bejelentve, hogy Michael Keaton és Ben Affleck is visszatér Batman szerepében. A forgatás 2021 áprilisától 2021 októberéig zajlott a Warner Bros. Studiosban, Leavesdenben, és az Egyesült Királyság különböző pontjain.

## Fogadtatás
A film anyagilag az egyik legnagyobb bukás lett a DC-moziuniverzum filmjei közül: a becsült 200–225 millió dolláros gyártási költségek, plusz az óvatos becslések szerinti 65 és 150 millió közötti marketingköltségek mellett a bevétel mindössze 268,5 millió dollár volt, ami a mozis és forgalmazói jutalékok levonása után is több százmilliós veszteséget jelentett a gyártónak. A kritikák sem voltak túl kegyesek a filmhez, amik főleg a főszereplő infantilizmusát és a gyenge CGI-t kritizálták, de a Zod tábornokot tíz év után újra eljátszó Michael Shannon sem volt elragadtatva a karaktere filmbeli szerepeltetésével.